# DN7
DN7 (英: Digital Native QC 7 Tools)とは「デジタルネイティブなQC7つ道具」という意味をもつビッグデータ向けのデータの分析・可視化手法。
DX(英: Digital transformation)に対応するQC7つ道具（DX版QC七つ道具）として位置づけられている。従来手法では散布図などをビッグデータにするとデータ数が多いためにデータの疎密を読み取ることができず傾向が分かりにくい場合があった。DN7は製造現場のビッグデータに対応して吉野睦らによって提唱された。

## 概要
これまでは工程のデータ品質を扱うためにQC7つ道具や新QC7つ道具といった品質管理手法が使われているが、ソフトウェア化されている機能もあるものの基本はグラフ化などを除き手作業で行うものが多い。一方DN7は、デジタル世代のDX版QC7つ道具として提案されており、データ収集から可視化までは基本ソフトウェア上で処理され、可視化した結果から考察・改善を始める、といったアプローチをとっている。データドリブンな改善を志向した品質改善手法であり、ツールとしても提供されている。従来のSQC手法と異なり、ビッグデータを扱うことを前提としているため、正規分布の仮定がなく、管理手法としては不向きであり、SQC手法で工程を管理し、並行して改善を行うための手段と考えられている。
DN7は手法ではあるがビッグデータを扱う際は手動での計算や打点は不可能であるため、実質的にはソフトウェアに実装した形で活用される。一例では、Analysis Platformと呼ばれるソフトウェア上で実装されており、併せてAP+DN7とも呼ばれているオープンソースソフトウェアとして使用することができる。基本的に採用されているプロットはデータサイエンスなどで一般に活用されている手法であり、それらの手法を製造工程のデータ活用に合わせてサブセット化したもの、と考えることができ、R言語やPythonといった分析ライブラリが充実した言語を用いれば独自に構成することも可能。ただし、従来の品質管理などには用いられない手法が多いため、現場への導入には使い方教育などが必要と考えられる。

## DX版QC7つ道具
以下の7つの機能から構成されている。
FPP: 全数プロット (英: Full-points Plot)
統計量ではなく、全てのデータを時系列もしくはID系列で打点するプロットで、品番や処理装置など製品の属性毎に層別して可視化することができる。
RLP: リッジラインプロット (英: Ridge Line Plot)
複数のデータ群毎に密度曲線を並べたプロットで、ヒストグラムを系列順に並べたようなプロット。SQCなどで一般的な手法の場合、平均値やレンジなどの代表値の推移しか見れないが、リッジラインプロットの場合、分布がどのように推移・変動しているかが可視化できる。変化点などを直感的に把握できる。
CHM: カレンダヒートマップ (英: Calendar Heat Map)
カレンダ状にデータ数や平均値などを色や濃さで並べて表示して、計数的情報の時間変化やパターン検出(夜間のみ発生、日曜日のみ発生、休み明けのみ発生など)を行いたいときに有効な手法。
MSP: 散布図  (英: Multiple Scatter Plot)
散布図行列。ビッグデータの場合は散布図が表示できない場合があるが、データ数が多い場合は等高線図と、外れ値の打点を行うことから、ビッグデータにも対応した散布図行列といえる。
PCP: パラレルコーディネートプロット (英: Parallel Coordinates Plot)
平行座標プロットとも呼ばれるプロット。グラフの横軸縦軸を全て平行かつ垂直に並べて、いくつものデータ系列を一気に俯瞰することができる。カテゴリ値だけを用いた層別が行えるパラレルカテゴリプロットも機能として含まれており、連続値およびカテゴリ値両方での多変量の相関・層別状況把握が視覚的にできる。
SkD: サンキーダイアグラム (英: Sankey Diagram)
魚の骨(英: Fishbone diagram)とも呼ばれる特性要因図(英: Cause and effect diagram)状の情報をデータから作成するダイアグラム。特定したい特性を指定すれば、その特性と各変数との関係性の強さを線の太さで表現するため、注視すべき変数が直感的に確認できる。符号に対応している場合は、正の相関か負の相関かも分かる。※サンキーダイアグラム自体はエネルギフロー図などに用いられる図表。
CoG: 共起グラフ (英: Co-occurrence Graph)
パレート図の発展形。共起グラフは、頻度だけでなく、例えばあるアラームが出たときに、こんなアラームも同時に出ていたという共起性の強さも示す。アラーム情報や5M1Eなどのイベント系の情報と連携させることで、問題解決の糸口をつかむことができる
これらのプロットを連携してデータを俯瞰することで、工程の問題点をデータドリブンで見出すことができる。

## QC7つ道具との関係
従来のQC7つ道具の発展形がベースとされており、7 つのカテゴリを踏襲しているが、全てが上位互換というわけでもない。QC7つ道具は1つの工程を対象としているが、DN7では前後工程も含んで複数の工程の連携解析を行う。QC7つ道具は時間の流れを扱わないが、一部の機能で時間の流れも扱っているなどの特徴がある。
| QC7つ道具      | DN7                            | 特徴 |
| -------------- | ------------------------------ | --- |
| パレート図     | 共起グラフ                     | パレート図には時間の概念はないが、"同時に発生する"という共起性も扱っている。 |
| 特性要因図     | 逆流パス(サンキーダイアグラム) | 特性要因図は主に工程知見を活用したブレーンストーミングで手動で描画されるが、逆流パスはデータからLASSO等を用いて自動生成され、その結果をサンキーダイアグラムとして描画しており、関係性の強さをパスの太さで表している。                                                                                             |
| グラフ         | パラレルコーディネートプロット | QC7つ道具では様々なグラフが対象で特に特定されていない(折れ線グラフや棒グラフ、帯グラフなどが主)。パラレルコーディネートプロットでは、多次元の変数の座標を平行に配列(平行座標)して、多数のデータを座標軸を結ぶようにプロットする。多変量における相関関係の把握やクラスタの可視化が可能。                           |
| ヒストグラム   | リッジラインプロット           | QC7つ道具では単一群のヒストグラムを扱うが、リッジラインプロットでは群毎のヒストグラム(実際はカーネル密度推定を用いた密度曲線)を時系列で並べたもので、分布の変動が明確で、変化点の把握に適している。またワッサースタイン計量(距離)を用いて変化量に応じて着色してあり、よりデータの動きが鮮明になっているのが特徴。 |
| 散布図         | 散布図行列                     | 多変量版の散布図である散布図行列で濃淡散布図にも対応している。 |
| 管理図         | 全数プロット                   | QC7つ道具では平均値やレンジなどの統計値を扱っており、管理には正規分布を仮定している。全数プロットでは基本全ての打点を行っており、正規分布の仮定がない。カテゴリ値の時間変化なども確認できる機能が付随しており、ロットの切れ目や処理装置の切れ目などを把握することができる。                                       |
| チェックシート | カレンダーヒートマップ         | QC7つ道具のチェックシートは計数値を集計するツールであるが、カレンダーヒートマップでは単位時間毎でのデータのカウント数や統計量の大小を色の濃淡で表し、カレンダ状に配置したもので、時間的な変動パターンを可視化できる。この時間帯に集中している/値が高くなっているといったことを把握できる。                        |

## 新QC7つ道具との関係
QC7つ道具との対比にあるように、DN7はQC7つ道具に対応して作られているため、数値化が難しい問題を解決するために生まれた主に言語系データ(言語情報を整理し、複雑に要因が絡み合う問題を解くツールが開発されている。これらの手法は、数値データに基づく統計的手法に馴染みにくい人でも、言語データの整理・計画抜けや漏れ防止・関係者への分かりやすさ・理解の得られやすさ等を検討・開発された連関図法・親和図法・系統図法・アローダイアグラム法・マトリックス図法・PDPC法)を定性的に扱う手法の多い新QC7つ道具(前出の6つの言語系手法にマトリックスデータ解析法を加えた7つ。1972年に日本科学技術連盟内に発足したQC手法開発部会などの研究活動により約10年かけ集大成され、世に問われた)との関係は薄い。N7の名称もNew seven Tools for QCのNewから来ているもので、DN7のDigital Nativeとは意味が異なっている。なお、新QC7つ道具で唯一数値データを扱っているマトリックスデータ解析法は多変量解析の主成分分析(英: Principal Component Analysis; PCA)であり、DN7には含まれていない。